# George Grizzard
George Cooper Grizzard jr. (Roanoke Rapids, 1 april 1928 – Manhattan (New York), 2 oktober 2007) was een Amerikaans televisie- en theateracteur.

## Biografie
Grizzard begon in 1955 met acteren voor televisie in de televisieserie Appointment with Adventure. Hierna heeft hij nog meerdere rollen gespeeld in televisieseries en films zoals The United States Steel Hour (1956-1961), Advise and Consent (1962), Under Siege (1986), The Golden Girls (1989-1990), Wonder Boys (2000) en Law & Order (1992-2000).
Grizzard maakte in 1955 zijn theaterdebuut op Broadway met het toneelstuk The Desperate Hours. Hierna heeft hij nog meerdere rollen gespeeld op Broadway zoals Who's Afraid of Virginia Woolf? (1962) en Man and Superman (1978). Naast Broadway heeft hij ook in enkele toneelstukken gespeeld off-Broadway.
Grizzard is op 2 oktober 2007 overleden in zijn woonplaats Manhattan (New York) aan de gevolgen van longkanker.

## Emmy Awards
- 1980 Categorie Uitstekende Acteur in een Bijrol in een Film met de film The Oldest Living Graduate – Gewonnen.
- 1976 Categorie Uitstekende Acteur in een Miniserie met de miniserie The Adams Chronicles – Genomineerd.

## Filmografie

### Films
Selectie:
- 2006 Flags of Our Fathers – als John Bradley
- 2000 Small Time Crooks – als George Blint
- 2000 Wonder Boys – als Fred Leer
- 1986 Under Siege – als Warren Richards
- 1984 Bachelor Party – als Ed Thompson
- 1982 Wrong Is Right – als President Lockwood
- 1980 Seems Like Old Times – als Gouverneur
- 1978 Comes a Horseman – als Neil Atkinson
- 1962 Advise and Consent – als Senator Fred Van Ackerman
- 1960 From the Terrace – als Alexander Porter

### Televisieseries
Uitgezonderd eenmalige gastrollen.
- 1992 – 2000 Law & Order – als Arthur Gold – 6 afl.
- 1997 – 1998 3rd Rock from the Sun – als George Albright – 2 afl.
- 1993 Queen – als mr. Cherry – miniserie
- 1989 – 1990 The Golden Girls – als George Devereaux – 2 afl.
- 1989 Studio 5-B – als Douglas Hayward - 10 afl.
- 1985 Robert Kennedy & His Times – als John Seigenthaler – miniserie
- 1976 The Adams Chronicles – als John Adams – miniserie
- 1962 – 1963 The Nurses – als dr. Lou Maxwell – 2 afl.
- 1955 – 1956 Justice – als ?? – 2 afl.
- 1955 Appointment with Adventure – als ?? – 2 afl.

## Theaterwerk opBroadway
- 2005 – 2006 Seascape – als Charlie
- 2001 Judgment at Nuremberg – als rechter Haywood
- 1996 A Delicate Balance – als Tobias
- 1978 – 1979 Man and Superman -als John Tanner
- 1976 California Suite – als William Warren / Sidney Nichols / Stu Franklyn
- 1975 – 1976 The Royal Family – als Tony Cavendish
- 1973 Clown Matrimonial – als Koning Edward VII
- 1972 The Creation of the World and Other Business – als Lucifer
- 1972 The Country Girl – als Bernie Dodd
- 1970 Inquest – als Julius Rosenberg
- 1969 The Gingham Dog – als Vincent
- 1968 Noel Coward's Sweet Potato – als artiest
- 1967 – 168 You Know I Can't Hear You Whem the Water's Running – als Jack Barnstable / verkoper / Herbert
- 1965 The Glassd Menagerie – als de zoon
- 1962 – 1963 Who's Afraid of Virginia Woolf? – als Nick
- 1961 Big Fish, Little Fish – als Ronnie Johnson
- 1961 Mary, Mary – als Bov McKellaway
- 1960 Face of a Hero – als Harold Rutland Jr.
- 1958 – 1959 The Disenchanted – als Shep Stearns
- 1956 – 1957 The Happiest Millionaire – als Angier Duke
- 1955 The Desperate Hours – als Hank Griffin

- Biblioteca Nacional de España: XX1091351
- Bibliothèque nationale de France: cb138947430 (data)
- Gemeinsame Normdatei: 173801064
- International Standard Name Identifier: 0000 0001 1035 1144
- Library of Congress Control Number: n85322414
- Nationale Bibliotheek van Tsjechië: xx0067716
- Nationale Bibliotheek van Israël: 987007447298505171
- SNAC: w6wq0psq
- Système universitaire de documentation: 139433090
- Virtual International Authority File: 1466403
- WorldCat: E39PBJmtxy6T6TqM6G6gygxCcP